# Seven Seconds

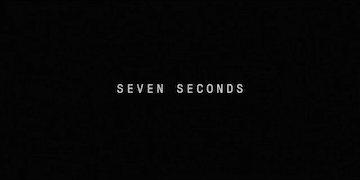
Tela de título da série Seven Seconds, na Netflix.

Seven Seconds é uma websérie de drama criminal dos Estados Unidos baseada no filme russo The Major. A série foi desenvolvida por Veena Sude produzida pela Fox 21 Television Studios e teve os 10 primeiros episódios no Netflix. Gavin O'Connor servirá como o diretor e produtor executivo na série.

## Elenco
- David Lyons como Mike Diangelo
- Beau Knapp como Peter Jablonski
- Regina King como Latrice Butler
- Russell Hornsby como Isaiah Butler
- Raúl Castillo como Felix Osorio
- Michael Mosleycomo Joe "Fish" Rinaldi
- Clare-Hope Ashitey como KJ Harper
- Patrick Murney como Gary Wilcox
- Zackary Momoh como Seth Butler